# Martim
Martim ist eine Gemeinde (Freguesia) im nordportugiesischen Kreis Barcelos.

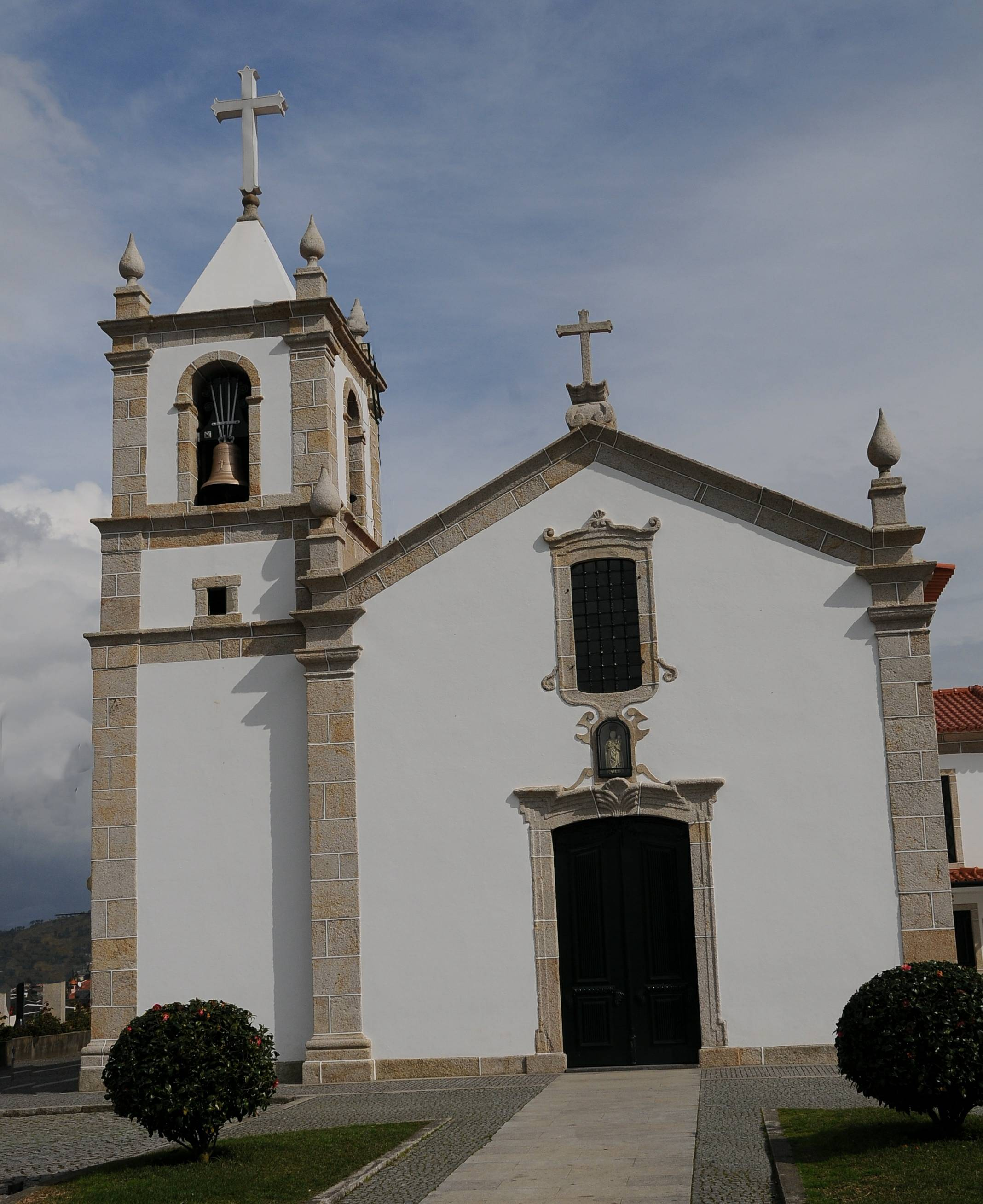
Kirche von Martim

 In ihr leben 2051 Einwohner (Stand 19. April 2021).

## Persönlichkeiten
- Lourenço de Almeida (um 1480–1508), Seefahrer und Entdecker